# Vacance au pays perdu
Vacance au pays perdu est un roman de Philippe Ségur paru en 2008 chez Buchet-Chastel.

## Résumé
Un graphiste hypocondriaque, végétarien et tyrannisé par ses enfants, décide de rompre avec la société lorsqu'il découvre les produits présents dans les articles dont il conçoit les emballages. Flanqué de son meilleur ami, notre anti-héros décide d'aller dans son « paradis » : l'Albanie.

## Récompense
- Prix des libraires de Nancy – Le Point